# Alsócsertés
Alsócsertés (románul: Certeju de Jos), falu Romániában, Erdélyben, Hunyad megyében.

## Fekvése
Az Erdélyi Érchegységben, Marosillyétől északra fekvő település.

## Története
Csertés nevét 1468-ban p. Chertez néven említette először oklevél, mint Illye város birtokát. Később a Bánffy család birtokai közt szerepelt.
1733-ban Csertés, 1750-ben Cserteze, 1805-ben Alsó Csertés, 1808-ban Csertés ~ Csertéz,
Csertyés, 1861-ben Csertés-Hondol {Egyetlen!}, 1888-ban Alsó-Csertés, 1913-ban Alsócsertés néven írták.
Egykori magyar, katolikus lakosságú bányásztelepülés, mely híres volt arany és ezüstbányáiról. A közelmultban itt újra találtak arany és ezüstércet, melyeknek tervezik kitermelését is.
A trianoni békeszerződés előtt Hunyad vármegye Marosillyei járásához tartozott.
1910-ben 601, 1956-ban 321 lakosa volt.

## Források

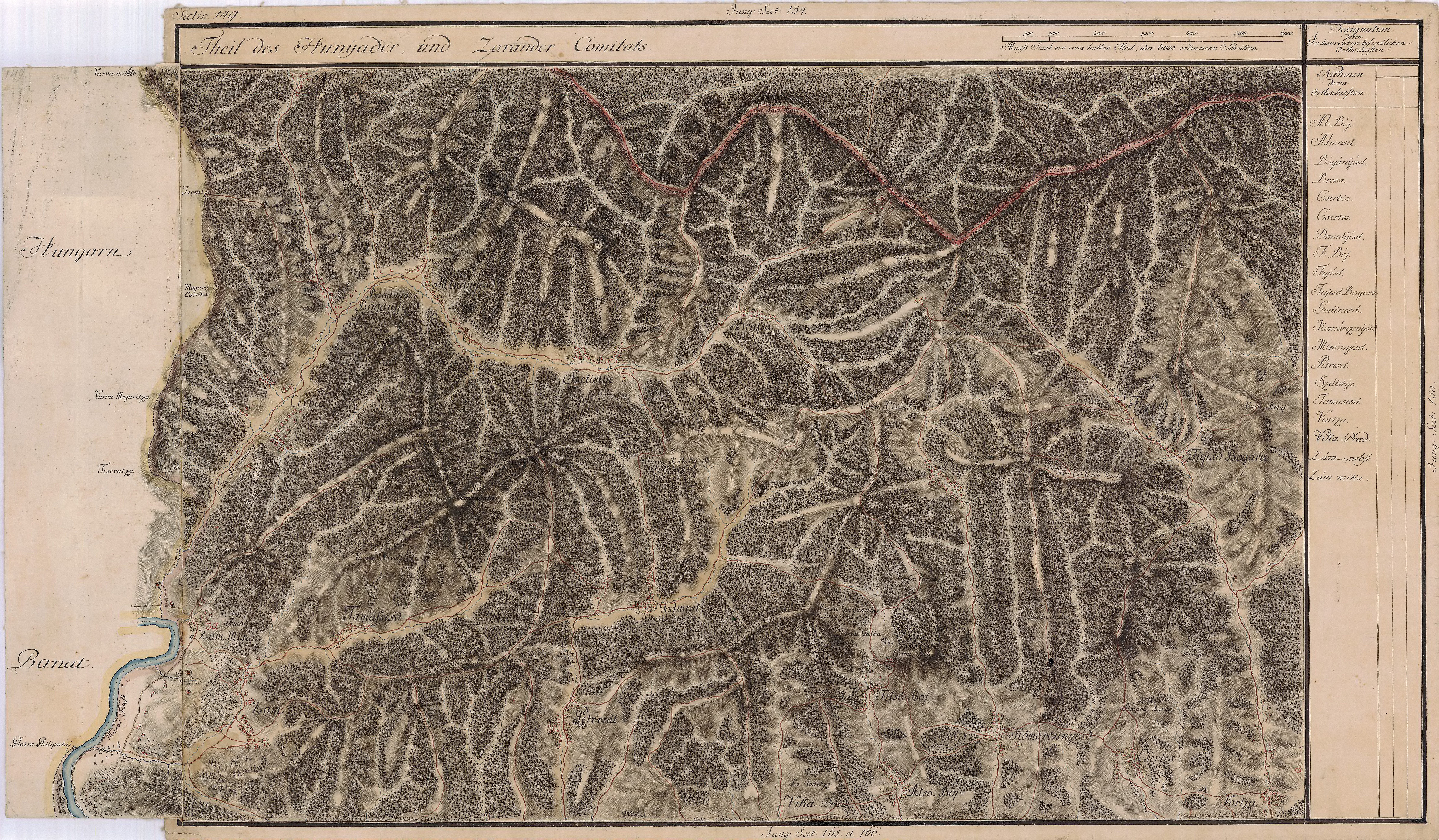
Alsócsertés egy régi térképen